# مارتا-برایان آلن
مارتا-برایان آلن (انگلیسی: Martha-Bryan Allen؛ ۳۰ آوریل ۱۹۰۳ – ۲۹ ژوئیهٔ ۱۹۸۵) یک هنرپیشه اهل ایالات متحده آمریکا بود.